# Mike Balas
Mitchell Francis „Mike” Balas (ur. 9 maja 1910 roku; zm. 15 października 1996 roku) – amerykański baseballista, grający na pozycji miotacza w latach 1929–1940. Obdżektor, w 1942 roku jako Świadek Jehowy został skazany na 3 lata więzienia za odmowę odbycia służby wojskowej.

## Biografia
Był synem Józefa i Karoliny z domu Wójtowicz, którzy w 1904 roku wyemigrowali z Polski do Stanów Zjednoczonych. Jego ojciec pracował jako tkacz w zakładach włókienniczych w Lowell w stanie Massachusetts. Na początku lat dwudziestych rodzina Balaskich (Bałaskich) przeprowadziła się z kamienicy przy First Street do domu na Holt Street w Billerica na przedmieściach Lowell.
Mitchell Francis Balaski urodził się 9 maja 1910 roku w Lowell. Miał starszego brata, Louisa i dwie siostry, Caroline i Elaine. Jego polskie nazwisko zapisywano na różne sposoby, w tym jako Balasa, Bolaski, ale najczęściej jako Balaski.
W 1929 roku pierwszym przystankiem w jego zawodowej karierze baseballowej był klub Brockton. W 1930 roku rozegrał kilka meczów dla klubu Lynn, a po jego zlikwidowaniu, grał (jako Mike Bolaski) w drużynie Bridgeport w Connecticut, a ponieważ współpracował z nim klub New York Giants, to menedżer John McGraw zaprosił Balasa i dwóch innych zawodników Bridgeport na wiosenny trening z Giants w San Antonio w Teksasie. Wkrótce został zaproszony do gry w drużynie rezerw Giants. 12 kwietnia, New York Times poinformował, że w sezonie 1931 będzie występował w drużynie Bridgeport. Grał w niej również w sezonie 1932, aż do czasu likwidacji Ligi Wschodniej w lipcu 1932 roku. Następnie swoją karierę kontynuował w drużynie Binghamton. Jednak trudna sytuacja ekonomiczna baseballu podczas Wielkiego Kryzysu utrudniała mu rozwijanie kariery. 15 maja 1933 roku opuścił drużynę  Binghamton. Później rozegrał kilka meczów dla drużyny York w Pennsylwanii i dla Dayton w Ohio. W grudniu 1933 roku został sprzedany do Chattanooga Lookouts of the Southern Association. W roku 1934 po występach dla Richmond Piedmont i dla Elmiry Nowy Jork, w 1935 roku zrobił sobie przerwę od gry w zespołach baseballowych. W sezonie 1936, jako Mickey Balaski, występował dla zespołu Lauriers Lowell. Od lipca 1937 roku grał jako Mitchell „Mike” Balas. W 1938 roku został zaproszony na wiosenne treningi z Boston Bees, gdzie rozegrał jeden mecz. Potem grał jeszcze w Cincinnati Reds Indianapolis. W 1941 roku trenował z drużyną Elmira, ale został z niej zwolniony przed rozpoczęciem sezonu.
Po zakończeniu kariery baseballowej powrócił do Billerica w stanie Massachusetts. W sierpniu 1942 roku poślubił Ruth Nelson. Jako Świadek Jehowy był jednym z około 3500 obdżdektorów. 10 listopada 1942 roku za podyktowaną sumieniem odmowę pełnienia służby wojskowej Sąd Federalny w Bostonie skazał go na trzy lata więzienia. Po wojnie Balas i jego żona Ruth wychowali dwóch synów. Został stolarzem i założył firmę budowlaną. Jego żona, z wykształcenia księgowa, pomagała mu w prowadzeniu firmy znanej z budowy domów w dzielnicy Nabnassett. Zmarł 15 października 1996 roku w swoim domu w Westford. Jego nekrolog zawierał informację, że był „aktywnym członkiem zboru Świadków Jehowy w Chelmsford”. Jego ciało zostało skremowane.